# Ophiogomphus morrisoni
Ophiogomphus morrisoni là loài chuồn chuồn trong họ Gomphidae. Loài này được Selys mô tả khoa học đầu tiên năm 1879.